# Йошт I из Рожмберка
Йошт I из Рожмберка (чеш. Jošt I. z Rožmberka) (ум. 24 июня 1369) — средневековый чешский аристократ из панского рода Рожмберков, один из основателей монастырей миноритов и клариссинок в Крумлове и монастыря августинских каноников в Тршебоне. Высочайший коморник Чешского королевства в 1347—1352 годах, активный участник феодальной «войны роз» в Чехии в 1351—1354 годах.

## Происхождение и наследование владений
Йошт I был третьим из пяти сыновей высочайшего коморника Чешского королевства Петра I из Рожмберка (ум. 1347) и его второй жены Катержины из Вартенберка (ум. 1355). Сведения о происхождении матери Йошта из рода Вартенберков восходят к трудам Вацлава Бржезана, однако в сохранившихся до наших дней документах фигурирует лишь её личное имя — Катержина. После смерти Петра I в 1347 году рожмберкская доминия перешла в совместное владение четырёх его сыновей — Петра II (ум. 1384), Йошта I, Ольдржиха I (ум. 1390) и Яна I (ум. 1389), поскольку первый сын Петра Йиндржих погиб в 1346 году в битве при Креси. По причине того, что старший брат Йошта, Петр II, избрал духовную деятельность, главой рода Рожмберков стал Йошт I.

## Служба при дворе и «война роз»
Йошт ещё при жизни своего отца Петра I из Рожмберка стал замещать его в должности высочайшего коморника Чешского королевства. 2 сентября 1347 года Йошт замещал отца при коронации Карла Люксембургского королём Чехии (имя Йошта из Рожмберка указано первым в списке чешских панов, участвовавших в коронации). Когда 14 октября того же года Петр I умер, Йошт был назначен на должность высочайшего коморника. Политика нового короля, направленная на возвращение в королевский домен земельных владений, перешедших в руки крупных феодалов при предыдущих монархах, вскоре натолкнулась на ожидаемое противодействие со стороны чешских панов, в том числе, и панов из Рожмберка. Отношения между Йоштом и Карлом Люксембургским постепенно ухудшались. С другой стороны, король приблизил к себе Вилема из Ландштейна, назначенного на должность высочайшего бургграфа Чешского королевства. Внезапное возвышение пана из Ландштейна вызвало ревность и недовольство его родственников — панов из Градца и панов из Рожмберка (а именно, Йошта I и его братьев).
Столкновение не заставило себя долго ждать. В 1351 году пан Йиндржих II из Градца из-за спора о приграничных лесах начал локальную феодальную войну со своими австрийскими соседями Эберхардом III фон Вальзее-Линцем, Генрихом фон Вальзее и Альбрехтом фон Буххаймом. Исполняя свои должностные полномочия, Вилем из Ландштейна выступил с войском против Йиндржиха из Градца как нарушителя земского мира. Однако на стороне Йиндржиха выступили паны Йошт I из Рожмберка, Ян II из Михаловиц и Штепан из Штернберка. Начался конфликт, названный в чешской историографии «войной роз» (на манер одноимённой войны в Англии) — против «серебряной розы» Ландштейнов сражались «червлёная роза» Рожмберков и «золотая роза» панов из Градца. 16 ноября 1351 года у Замости под Глубокой произошло сражение, в ходе которого Вилем из Ландштейна внезапно напал на Йиндржиха из Градца и захватил его в плен. В конце концов, в следующем году в конфликт вмешался сам король, который силой заставил стороны прекратить военные действия и явиться в специально учреждённый мировой суд. В результате всех этих событий Йошт из Рожмберка был лишён своей должности высочайшего коморника Чешского королевства.
Однако конфликт на этом не завершился. Когда в 1353 году король Карл отправился в Германию «война роз» вспыхнула вновь: Йиндржих из Градца продолжил бои с Вилемом из Ландштейна на моравской границе, а Йошт из Рожмберка и Ян из Михаловиц сражались против вальзейцев на австрийской границе. Война была окончательно прекращена вернувшимся в Чехию королём в следующем году. После смерти Яна II из Михаловиц в 1354 году Йошт со своими братьями принял опеку над сыновьями Яна. В следующем году Йошт вместе со своим младшим братом Яном сопровождали Карла Люксембургского в его путешествии в Рим на коронацию императором Священной Римской империи. 6 января 1355 года братья присутствовали в Милане при коронации Карла королём Италии, а 5 апреля — при коронации его императором в римском Соборе Святого Петра. Когда же на обратном пути во время остановки императора в Пизе в ночь с 19 на 29 мая горожане подняли восстание, Йошт и Ян из Рожмберка (а также Йиндржих из Градца) особо отличились в боях за городские мосты и улицы во время эвакуации Карла и его жены Анны Свидницкой из города. В награду за это Йошт и его братья, помимо прочего, получили от Карла Люксембургского разрешение на возведение нового замка Гельфенбурк (разрешение было выдано Карлом в Пизе 21 мая 1355 года).

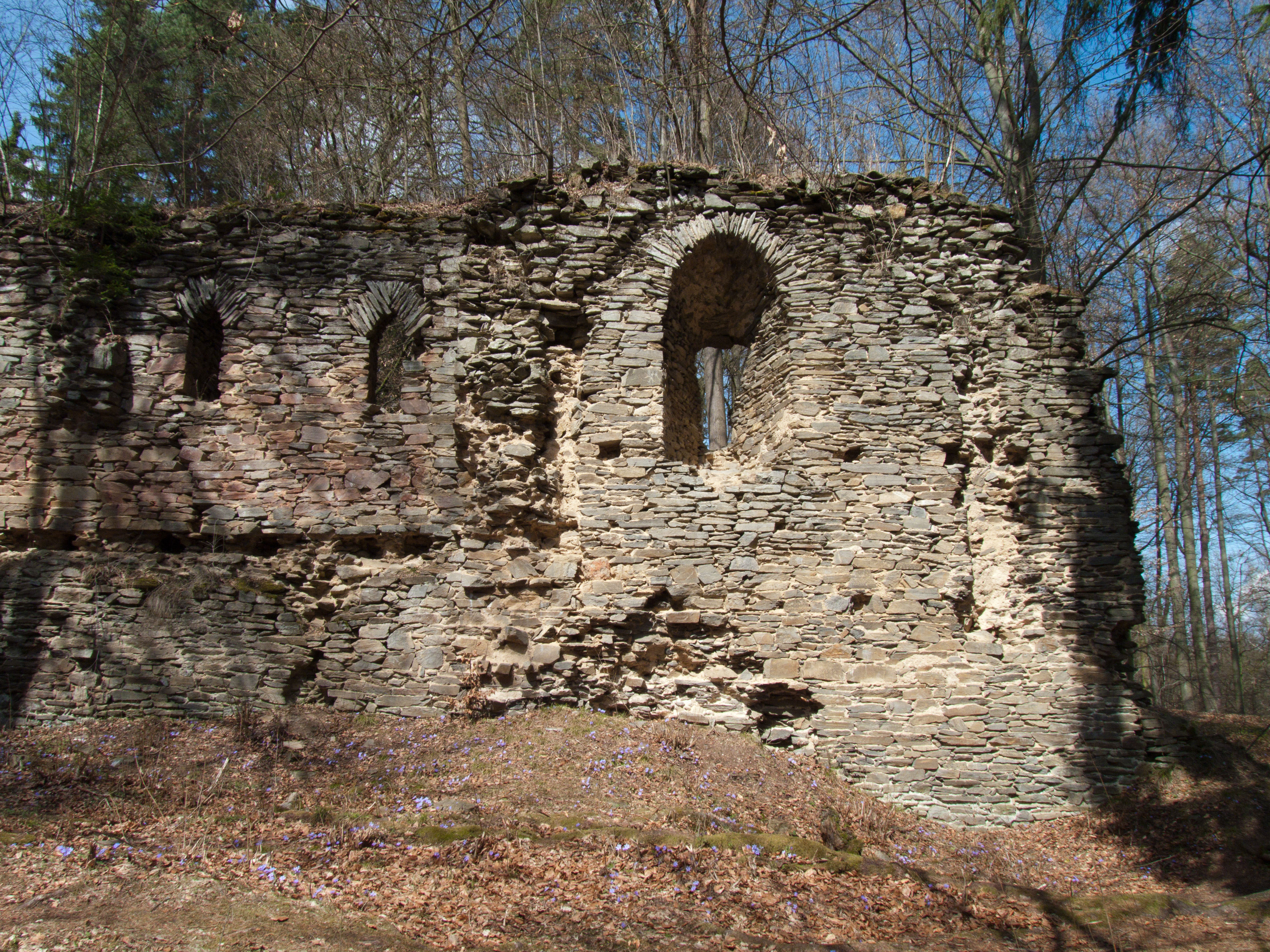
Руины замка Карлув-Градек

После возвращения в Чехию между королём Карлом и Йоштом из Рожмберка вновь возникла неприязнь, вызванная, с одной стороны, необоснованными попытками короля заполучить Брандейский лес, принадлежавший несовершеннолетним панам из Михаловиц, находившимся под опекой Йошта и его братьев, а с другой — открытым посягательством Карла Люксембургского на фактическое самоуправление панов из Рожмберка в пределах их родовой доминии на юге Чехии. Речь в последнем случае идёт о решении Карла построить новый королевский замок Карлув-Градек между Глубокой и Тыном над Влтавой — на самой границе владений панов из Рожмберка, в районе их прямых экономических и политических интересов. Всё это вызвало бурное недовольство Йошта и его братьев. Воспользовавшись начавшимся конфликтом между королём Карлом и австрийскими Габсбургами, Йошт во главе рожмберкских сил в конце апреля 1356 года напал на королевские владения в нескольких местах на юге Чехии. При этом Йошт подал жалобу на притеснения со стороны императора Карла в судебные инстанции Священной Римской империи, что прямо противоречило нормам недавно принятой Золотой буллы. Решительными ответными действиями Карлу удалось задушить мятеж Рожмберков в зародыше и 21 июня 1356 года между ними был достигнут мир. Как следует из двух документов, датированных этим днём, Йошт из Рожмберка и все его братья присягнули королю Карлу на верность.

## Управление родовыми владениями

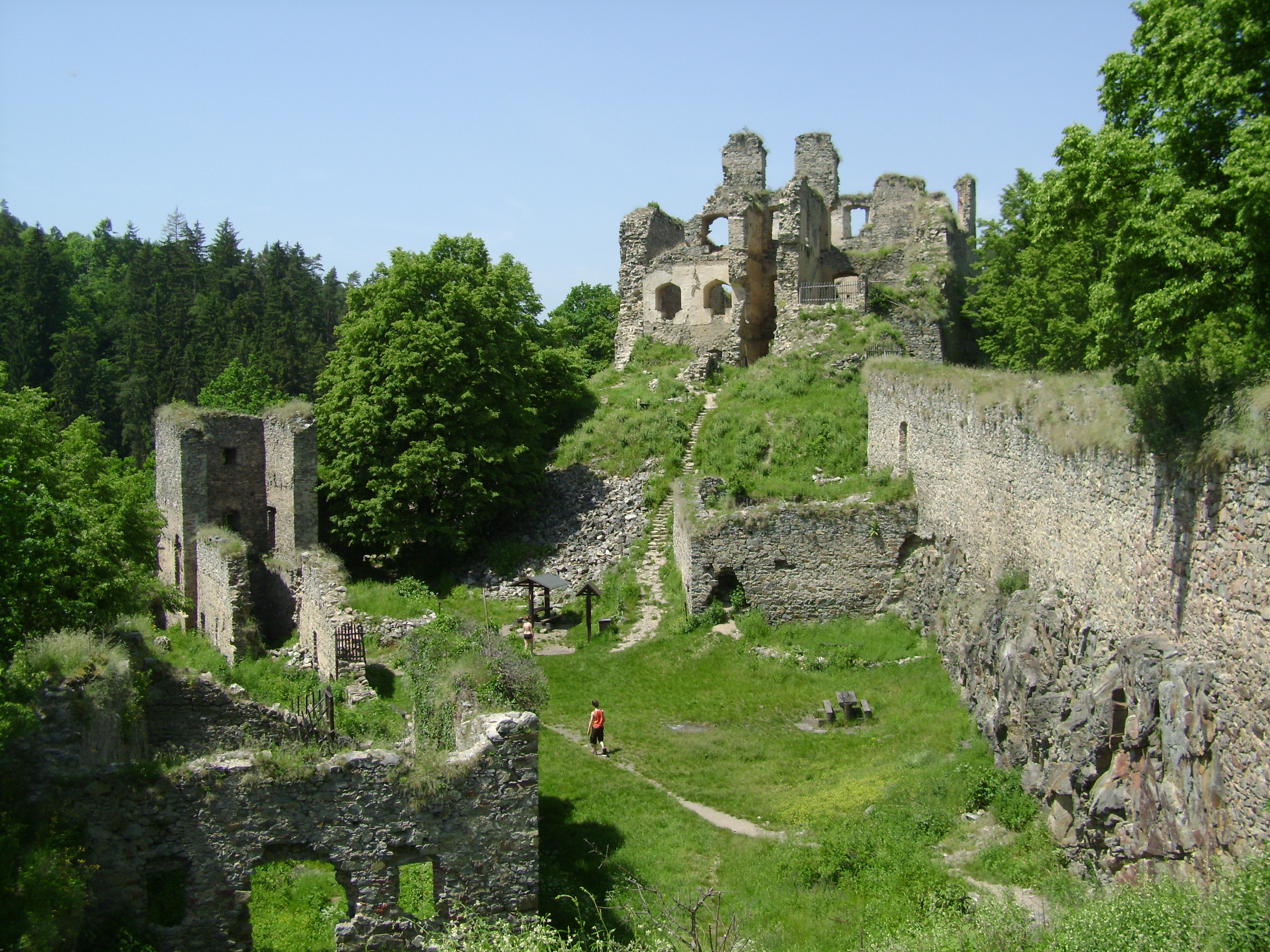
Руины замка Дивчи-Камен

Вступив в наследство Йошт с братьями приступили к развитию имеющихся владений и колонизации ещё не освоенных земель, для чего они основали несколько новых замков и монастырей. Первым был основан замок Дивчи-Камен, ставший центром отдельного панства. Сохранилась грамота короля Карла Люксембургского от 1 июля 1349 года, которой он высочайше дозволяет, чтобы братья Петр, Йошт, Ольдржих и Ян из Рожмберка «замок надёжный в Королевстве Чешском, Дивчи-Камен речью чешской называемый, построили и крепостными стенами, рвами, башнями и другими ограждениями его укрепить могли». Согласно одной из легенд, однажды молодой пан Йошт из Рожмберка во время охоты в Бланском лесу погнался за ланью и оторвался от своих спутников. В итоге, Йошт не догнал лань, заблудился в лесу и набрёл на скалистый утёс, возвышавшийся на берегу Влтавы. На вершине утёса сидела прекрасная рыжеволосая девушка, вызвавшая живой интерес пана из Рожмберка (подразумевается, что это и была та самая зачарованная лань). После недели бесплодных ухаживаний Йошт услышал условие девушки — она пообещала стать его женой, если он выстроит на этом безлюдном утёсе замок. Йошт незамедлительно приступил к строительству. Именно с этим преданием связывают название нового замка — «Девичий камень»(чеш. Dívčí kámen).

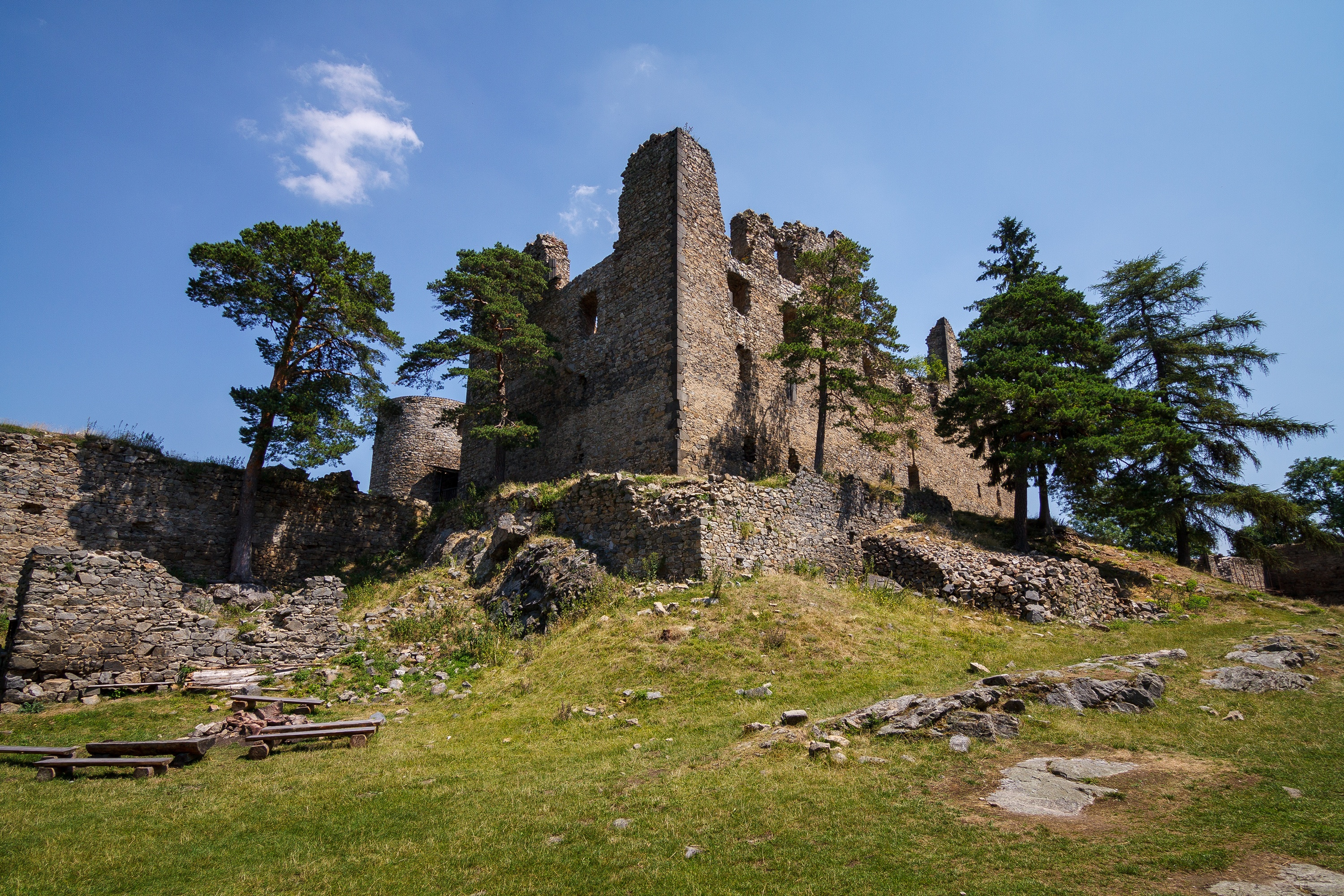
Руины замка Гельфенбурк

В 1350 году братья совместно со своей матерью Катержиной заложили в Крумлове монастырь миноритов, а в 1361 году — женский монастырь клариссинок также в Крумлове. В 1355 году Йошт с братьями основали замок Гельфенбурк, ставший новым административным центром Баворовского панства, в 1359 году купили у своих родственников панов из Ландштейна панство Нове-Гради и Свиницкое панство, а в 1366 году приобрели Тршебоньское панство, где в 1367 году учредили монастырь августинских каноников.
В 1362 году король Карл разрешил братьям Рожмберкам в случае раздела между ними рожмберкской доминии взаимно наследовать друг после друга владения при отсутствии прямых наследников. Фактически это было королевским дозволением на раздел рожмберкских панств между Йоштом и другими братьями, однако в тот момент они этим не воспользовались. После смерти Йошта I 24 июня 1369 года главой рода Рожмберков был признан его младший брат Ольдржих I. В том же году братья Петр, Ольдржих и Ян заложили капеллу Святой Марии Магдалины в Витеёвице. Йошт I из Рожмберка был похоронен в фамильной усыпальнице Рожмберков в Вышебродском монастыре.

## Семья и взаимосвязи с другими дворянскими родами
Йошт I из Рожмберка был женат на Агнессе фон Вальзее (ум. 14 мая 1402), от которой не имел детей. Этот брак положил начало длительным брачно-семейным связям панов из Рожмберка с швабско-австрийским министериальным родом фон Вальзее. Другим семейством, с которым стараниями Йошта I у Рожмберков установились прочные родственные связи, стала баварская династия ландграфов Лейхтенберга. 20 июля 1353 года в Пассау Йошт и его брат Петр II из Рожмберка заключили свадебный договор с ланграфами Лейхтенберга Иоганном I и Ульрихом II, по условиям которого Мецела из Рожмберка, сестра Йошта I, была выдана замуж за Иоганна I Лейхтенбергского. Чешским панским родом (не входившим в обширный клан Витковичей), с которым Рожмберки довольно сильно сблизились при Йоште I, стал род панов из Михаловиц — с ним паны из Рожмберка уже находились в родственных связях. Йошт I и Петр II дважды становились опекунами несовершеннолетних наследников этого панского рода. 26 июля 1360 года заключили соглашение с братьями Бенешем II и Яном из велешинской ветви панов из Михаловиц, в соответствии с которым стали управляющими имуществом Бенеша II и Яна из Велешина и уполномоченными представителями их наследников.